# Las aventuras de Tintín (serie de televisión)
Las Aventuras de Tintín es una serie de animación franco-canadiense basada en Las Aventuras de Tintín, una serie de cómics creada por el dibujante belga Hergé. Comenzó a emitirse en 1991 en France 3 y consta de 3 temporadas y un total de 39 episodios de unos veinte minutos de duración. A España llegó emitiéndose a través de Canal+.

## Historia
La serie de televisión fue dirigida por Stephen Bernasconi y Peter Hudecki como ayudante de dirección, y producida por Ellipse (en Francia) y por Nelvana (en Canadá) en nombre de la Fundación Hergé. Se trata de la primera adaptación de los álbumes de Hergé después de más de veinte años. La producción contó con guionistas como Toby Mullally, Eric Rondeaux, Martin Brossolet, Amelie Aubert, Denisse Fordham y Alex Boon.

## Producción
Principalmente se utilizaron técnicas de animación tradicionales. Los libros se tuvieron en cuenta durante todas las etapas de la producción, y algunas viñetas de los álbumes originales se llevaron directamente a la pantalla. En los episodios Objetivo: la Luna y Aterrizaje en la Luna se utilizó animación 3D para crear y animar el cohete (también el cohete de la secuencia de título), un hecho poco habitual en 1989. Cada fotograma de la animación se imprimió en celuloide y se pintó con gouache. La serie se grabó en inglés, aunque los aspectos visuales (como carteles y pósteres) permanecieron en francés.

## Cambios respecto a los libros
Algunas partes de las historias plantearon dificultades para los productores, que tenían que adaptar los libros para una audiencia mayoritariamente joven. No obstante, la serie es más fiel a los álbumes que su predecesora, Les aventures de Tintín, d'après Hergé, creada entre 1959 y 1963.
Se hicieron cambios por motivos de simplificación o de audiencia. Algunos de estos cambios incluyen reducir la elevada cantidad de violencia, muerte y el uso de armas de fuego en muchas de las aventuras. El rol de Tintín fue ligeramente reducido, y éste regaña a su perro Milú menos a menudo que en los libros. A lo largo de los libros, Milú es visto frecuentemente "hablando", ya que se entiende que su voz es oída sólo a través de la "cuarta pared". Sin embargo, estos comentarios no se encuentran presentes en la serie de televisión, excepto en una ocasión.
Además, en dos ocasiones durante la serie, Tintín ya conoce a algunos de los personajes, como a Hernández y Fernández en Los cigarros del faraón, y a Piotr Pst en Stock de Coque, cuando era la primera vez que se veían en los libros. Esto se explica porque la cronología de los episodios de la serie de televisión es diferente.
El alcoholismo del capitán Haddock también supuso un problema, aparte de por la edad de la audiencia, porque esperaban vender la serie en países donde el alcoholismo es un problema sensible. Aunque los libros originales no lo promovían, lo mostraban muy a menudo, con mucho humor sobre los resultados de beber alcohol. Por esto, Haddock es mostrado a menudo bebiendo, pero no tanto como en los libros, y El cangrejo de las pinzas de oro es la única aventura en la que su estado de embriaguez no es reducido.
Al menos en el doblaje en castellano latino, al personaje Serafín Latón le cambian el nombre por el de Igor Wagner, que en los álbumes es el pianista de Bianca Castafiore.

## Sinopsis
Tintín, eterno adolescente sin familia conocida, es reportero que en realidad actúa más como aventurero o detective. Viaja por todo el mundo acompañado de su inseparable perro Milú con el propósito de enfrentarse a las fuerzas del mal para proteger a los débiles y a los oprimidos y saciar su inagotable sed de aventuras.
A su lado cuenta con el irascible Capitán Haddock, los inefables Hernández y Fernández, el despistado Profesor Tornasol o la celebérrima Bianca Castafiore.

## Emisión en televisión
En España se emitió por primera vez en Canal+ (canal de pago) el 11 de abril de 1992, a las 19.30 h, y en ese horario continuó cada sábado hasta el 23 de enero de 1993. Con la revista de la programación mensual se envió a los abonados una pegatina. Como tuvo tanto éxito la cadena la reemitió desde el 20 de agosto de 2003.
El canal Boing emitió la serie a partir del 20 de agosto de 2011.
En Latinoamérica se emitió por Cartoon Network durante la década de 1990 y por Nickelodeon durante la década. En 2010 se emitió por HBO Family.

## Listado de episodios
Ordenados por fecha de emisión:

### Temporada 1
1. El cangrejo de las pinzas de oro (Parte 1)
2. El cangrejo de las pinzas de oro (Parte 2)
3. El secreto del Unicornio (Parte 1)
4. El secreto del Unicornio (Parte 2)
5. El tesoro de Rackham el Rojo
6. Los cigarros del faraón (Parte 1)
7. Los cigarros del faraón (Parte 2)
8. El Loto Azul (Parte 1)
9. El Loto Azul (Parte 2)
10. La isla Negra (Parte 1)
11. La isla Negra (Parte 2)
12. El asunto Tornasol (Parte 1)
13. El asunto Tornasol (Parte 2)

### Temporada 2
1. La estrella misteriosa
2. La oreja rota (Parte 1)
3. La oreja rota (Parte 2)
4. El cetro de Ottokar (Parte 1)
5. El cetro de Ottokar (Parte 2)
6. Tintín en el Tíbet (Parte 1)
7. Tintín en el Tíbet (Parte 2)
8. Tintín y los Pícaros (Parte 1)
9. Tintín y los Pícaros (Parte 2)
10. Tintín en el país del oro negro (Parte 1)
11. Tintín en el país del oro negro (Parte 2)
12. Vuelo 714 para Sídney (Parte 1)
13. Vuelo 714 para Sídney (Parte 2)

### Temporada 3
1. Stock de coque (Parte 1)
2. Stock de coque (Parte 2)
3. Las 7 bolas de cristal (Parte 1)
4. Las 7 bolas de cristal (Parte 2)
5. El templo del Sol (Parte 1)
6. El templo del Sol (Parte 2)
7. Las joyas de la Castafiore (Parte 1)
8. Las joyas de la Castafiore (Parte 2)
9. Objetivo: la Luna (Parte 1)
10. Objetivo: la Luna (Parte 2)
11. Aterrizaje en la Luna (Parte 1)
12. Aterrizaje en la Luna (Parte 2)
13. Tintín en América

## Doblaje

### Castellano (España)
- Juan d'Ors – Tintín
- José Ángel Juanes – Capitán Haddock
- Eduardo Moreno – Profesor Silvestre Tornasol
- Francisco Andrés Valdivia – Hernández
- Miguel Ángel Varela – Fernández
- María Romero – Bianca Castafiore
- Raquel Cubillo – Bianca Castafiore (canciones)
- Pedro Sempson / Juan d'Ors – Néstor
- Ángel Amorós – General Alcázar
- Antonio Miguel Hernández Ramos – Allan Thompson
- Arturo López - Doctor Müller
- Eduardo Bosch - Piotr Pst

### Hispanoamérica
Doblado al español en Lipsync Audio Video.